# Costume d'Astypalée

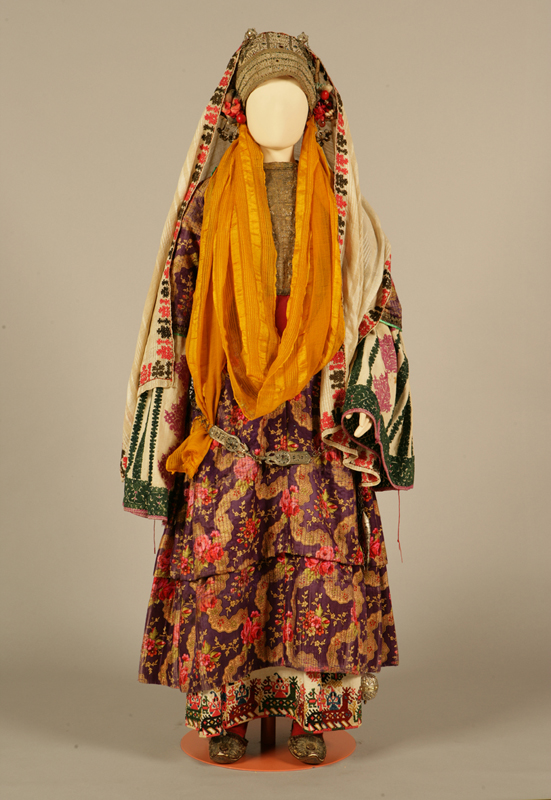
Le costume d'Astypalée.

Le costume d'Astypalée, en grec moderne : Φορεσιά της Αστυπάλαιας - Foresiá tis Astypáleas, également connu sous le nom de chrysomándilo (χρυσομάντηλο) est un costume traditionnel porté autrefois par la population féminine de l'île d'Astypalée, dans les Cyclades, en Grèce, lors des mariages et autres événements festifs.

## Description
La pièce de base du costume est la chemise en coton, qui se distingue par ses broderies et par la kalieráta (καλιεράτα), c'est-à-dire des manches larges et longues qui, au début du XXe siècle, avaient la particularité d'être nouées dans le dos. Les autres pièces du costume sont le jupon, la robe à manches en soie appelée zatoúni (ζατούνι), qui comporte une double jupe et le bandeau. Le bandeau se distingue par sa riche décoration tandis que l'ensemble du costume en tire son nom (chrysomándilo). Il s'agit d'une coiffe brodée d'or et de perles, qui consiste en deux larges bandes de coton ou de soie avec des bords brodés,.
Le costume est complété par la décoration, qui consiste en divers bijoux du corps du costume et de la coiffe, tels que des boucles d'oreilles, la ceinture servant de décoration de la taille, des ceintures faites de chaînes, des broches, des pendentifs, etc.,.
Le costume féminin de tous les jours est appelé skléta (σκλέτα) et est généralement une simple robe verte sans manches avec un seul accessoire supplémentaire, le pendentif, un type de bijou en forme de pendentif également présent dans le costume traditionnel.